# Марковско свойство
В теория на вероятностите един случаен процес притежава Марковско свойство, ако условното разпределение на вероятността на бъдещите състояния на процеса при зададени текущо и минали състояния зависи само от текущото състояние и не зависи от миналите. С други думи, бъдещото състояние е условно независимо от миналите състояния (развитието на процеса). Процес, притежаващ Марковското свойство, се нарича Марковски процес.
От математическа гледна точка, ако X(t), t > 0 е случаен процес, според Марковското свойство :{\displaystyle \mathrm {Pr} {\big [}X(t+h)=y\,|\,X(s)=x(s),s\leq t{\big ]}=\mathrm {Pr} {\big [}X(t+h)=y\,|\,X(t)=x(t){\big ]},\quad \forall h>0.}
Марковските процеси се приемат за хомогенни (по отношение на времето), ако :{\displaystyle \mathrm {Pr} {\big [}X(t+h)=y\,|\,X(t)=x(t){\big ]}=\mathrm {Pr} {\big [}X(h)=y\,|\,X(0)=x(0){\big ]},\quad \forall t,h>0,}
В противен случай те са нехомогенни. Хомогенните Марковски процеси, обикновено по-прости от нехомогенните, представляват най-важният клас Марковски процеси.
Най-популярните Марковски процеси са Марковските вериги, но не са малко и процесите, които се описват с Марковски процеси в непрекъснато време.